# Molophilus latipennis
Molophilus latipennis là một loài ruồi trong họ Limoniidae. Chúng phân bố ở miền Australasia.